# Атласко коприварче
Атласко коприварче (Sylvia deserticola) е вид птица от семейство Коприварчеви (Sylviidae).

## Разпространение
Видът е разпространен в Алжир, Западна Сахара, Либия, Мали, Мавритания, Мароко и Тунис.